# Portada/efemèride juny 9
Paulina Bonaparte
« 8 de juny · 9 de juny · 10 de juny »